# Michael Jackson: The Ultimate Collection
Michael Jackson: The Ultimate Collection je prodajno ograničena edicija muzike Majkla Džeksona koja se sastoji od četiri cd-a i jednog DVD-a. Nilsen Saundsken je objavio da do aprila 2007. je prodat u 83,480 kopija a širom sveta do danas u oko pola miliona.

## Album informacije
Najveći deo muzike na kompilaciji je sa Džeksonovih pet najviše kotiranih albuma Off the Wall, Thriller, Bad, Dangerous i HIStory.Album sadrži po prvi put objavljene demo verzije neke od Džeksonovih prepoznatljivih pesama kao i neobjavljeni materijal izbačen pri određivanju pesama za ranije albume. Set sadrži isto tako i četiri nove pesme koje je sve napisao Džekson.
Peti disk je DVD koncerta u Bukureštu koji je emitovao HBO 1992.

## Lista pesama

### Prvi disk
{{columns-list|2|
-{
1. "I Want You Back"
  - The Jackson 5
2. "ABC"
  - The Jackson 5
3. "I'll Be There"
  - The Jackson 5
4. "Got to Be There"
5. "I Wanna Be Where You Are"
6. "Ben" (single version)
7. "Dancing Machine" (single version)
  - The Jackson 5
8. "Enjoy Yourself"
  - The Jacksons
9. "Ease on Down the Road" (w/Diana Ross)
10. "You Can't Win" (From "The Wiz")
11. "Shake Your Body (Down to the Ground) (Early Demo)*
  - The Jacksons
12. "Shake Your Body (Down to the Ground)" (single edit)
  - The Jacksons
13. "Don't Stop 'til You Get Enough"
14. "Rock with You"
15. "Off the Wall"
16. "She's out of My Life"
17. "Sunset Driver" (Demo)*
18. "Lovely One"
  - The Jacksons
19. "This Place Hotel"
  - The Jacksons}-

### Drugi disk
-{
1. "Wanna Be Startin' Somethin'"
2. "The Girl Is Mine"
3. "Thriller"
4. "Beat It"
5. "Billie Jean"
6. "P.Y.T. (Pretty Young Thing)" (Demo)*
7. "Someone in the Dark"
8. "State of Shock"
  - The Jacksons
9. "Scared of the Moon" (Demo)*
10. "We Are the World" (Demo)*
11. "We Are Here to Change the World" (From "Captain EO")*}-

### Treći disk
-{
1. "Bad"
2. "The Way You Make Me Feel"
3. "Man in the Mirror"
4. "I Just Can't Stop Loving You"
5. "Dirty Diana"
6. "Smooth Criminal"
7. "Cheater" (Demo)*
8. "Dangerous" (Early version)*
9. "Monkey Business"*
10. "Jam"
11. "Remember the Time"
12. "Black or White"
13. "Who Is It" (IHS Mix)
14. "Someone Put Your Hand Out"}-

### Četvrti disk
-{
1. "You Are Not Alone"
2. "Stranger in Moscow"
3. "Childhood (Theme from "Free Willy 2")"
4. "On the Line" (From "Get on the Bus")
5. "Blood on the Dance Floor"
6. "Fall Again" (demo)*
7. "In the Back"*
8. "Unbreakable"
9. "You Rock My World" (album version)
10. "Butterflies"
11. "Beautiful Girl" (demo)*
12. "The Way You Love Me"
13. "We've Had Enough"}-

### Peti disk (DVD)
-{
1. "Jam"
2. "Wanna Be Startin' Somethin'"
3. "Human Nature"
4. "Smooth Criminal"
5. "I Just Can't Stop Loving You"
6. "She's out of My Life"
7. "I Want You Back"/"The Love You Save"
8. "I'll Be There"
9. "Thriller"
10. "Billie Jean"
11. "Workin' Day and Night"
12. "Beat It"
13. "Will You Be There"
14. "Black or White"
15. "Heal the World"
16. "Man in the Mirror"}-

}}
Pesme označene sa (*) su prethodno neizdate.

### Japanska ograničena verzija
Japanska verzija seta sadrži još pet pesama: "Blame It on the Boogie", "Human Nature", "Another Part of Me", "Heal the World" and "One More Chance".